# Джордж Свіндін
Джордж Свіндін (англ. George Swindin, 4 грудня 1914, Кемпсолл — 26 жовтня 2005, Кеттерінг) — англійський футболіст, що грав на позиції воротаря. По завершенні ігрової кар'єри — тренер.
Виступав, зокрема, за клуб «Арсенал», у складі якого — триразовий чемпіон Англії.

## Ігрова кар'єра
Починав грати у футбол у юнацьких та аматорських командах. 1934 року уклав свій перший професійний контракт з клубом «Бредфорд Сіті», за який відіграв два сезони, взявши участь у 26 матчах чемпіонату. 
У квітні 1936 року за 4 тисячі фунтів перейшов до лондонського «Арсенала», де швидко виграв конкуренцію за місце основного воротаря. Захищав ворота «канонірів» протягом наступних вісімнадцяти років. За цей час тричі виборював титул чемпіона Англії. Виступи за «Арсенал» частково переривалися протягом Другої світової війни, коли Свіндін проходив службу в армії як інструктор з фізичної підготовки. У повоєнні роки був основним воротарем, проте згодом почав програвати конкуренцію за місце в основному складі значно молодшому Джеку Келсі, який прийшов до «Арсенала» у 1949 році.
Завершив професійну ігрову кар'єру у клубі «Пітерборо Юнайтед», за команду якого виступав протягом 1954—1955 років.

## Кар'єра тренера
Вже у «Пітерборо Юнайтед» був граючим тренером. Завершивши виходити на поле, ще три роки залишався у цій команді як головний тренер.
1958 року став головним тренером лондонського «Арсенала», тренував «канонірів» чотири роки. У першому сезоні під керівництвом Свіндіна команда фінішувала на дуже пристойному третьому місці у чемпіонаті, проте згодом результати погіршилися. «Арсенал» з року у рік продовжував фінішувати у середній частині турнірної таблиці англійської першості, попри перехід до нього таких якісних виконавців як Томмі Дохерті та Джордж Істгем. Свіндін допрацював у Лондоні до завершення контракту навесні 1962 року і залишив «Арсенал».
1962 року протягом п'яти місяців очолював «Норвіч Сіті», після чого прийняв пропозицію попрацювати з «Кардіфф Сіті». Залишив валійську команду 1964 року після того, як не зміг завадити її вильоту до другого дивізіону.
1965 очолював команду клубу «Кеттерінг Таун», а останнім місцем його тренерської роботи був «Корбі Таун», головним тренером команди якого Джордж Свіндін був з 1969 по 1970 рік.
Помер 26 жовтня 2005 року на 91-му році життя у Кеттерінгу.

## Титули і досягнення

### Як гравця
- Чемпіон Англії (3):

«Арсенал»: 1937-1938, 1947-1948, 1952-1953
- Володар Кубка Англії (1):

«Арсенал»: 1949-1950
- Володар Суперкубка Англії (2):

«Арсенал»: 1938, 1948

### Як тренера
- Володар Кубка Уельсу (1):

«Кардіфф Сіті»: 1963-1964